# MONSTERS (曲)
「MONSTERS」（モンスターズ）は、The MONSTERSによるシングル。2012年11月28日発売された
。TBS系列ドラマ日曜劇場『MONSTERS』の主題歌
。

## The MONSTERS
山下智久と当時SMAPの香取慎吾によって結成され、TBS系日曜劇場『MONSTERS』での共演がきっかけで誕生したユニット。また、山下が2013年9月11日に発売したアルバム「A NUDE」に収録されている曲「PAri-PArA」でも共にThe MONSTERS名義で作詞･作曲を行った。

## 概要
この曲は2012年8月8日発売のSMAPのアルバム『GIFT of SMAP』に収録されたのち、シングルとしてリカットされた。
リリースは通常盤、初回限定盤A、初回限定盤B、セブン&アイ限定盤、アナログ盤の5形態で、通常盤には初回プレス分のみに購入者対象のイベント抽選応募券が封入された。なおアナログ盤は予約限定のみでの発売となった。カップリングには通常盤、初回限定盤A、セブン&アイ限定盤、アナログ盤のみには『MONSTERS(SPACE COWBOY REMIX)』が収録され、通常盤、初回限定盤B、セブン&アイ限定盤、アナログ盤のみにはピンク・レディーの曲「モンスター」のカバーが収録される。また、「モンスター」の中に収録されている叫び声は、ドラマでヒロイン役を演じている柳原可奈子の声である。初回限定盤Aには表題曲「MONSTERS」のPVが収録されるDVD、初回限定盤Bには「モンスター」のPVが収録されるDVDのそれぞれが付属される。
SMAPのツアー『GIFT of SMAP CONCERT'2012』では、10月14日の味の素スタジアムで香取・山下2人揃っての初パフォーマンスが披露されている。
テレビでは2012年10月30日の『火曜曲』で、カップリングの「モンスター」とともに初披露された。2012年11月26日の「SMAP×SMAP」と2012年12月25日の｢火曜曲! ぶっ通し生4時間Xmasライヴ｣では表題曲の「MONSTERS」のリミックス版の「MONSTERS(SPACE COWBOY REMIX)」が披露された。

## チャート成績
2012年12月10日付のシングル週間ランキングで初動売上で約16万枚突破して1位を獲得した。累積売上は20万枚を突破した。

## 収録曲

### CD
1. MONSTERS （4:11）
Music and Word:Shingo Katori, Tomohisa Yamashita / Produced by Jeff Miyahara
  - The MONSTERS主演 TBS系日曜劇場「MONSTERS」主題歌

同年8月8日発売「GIFT of SMAP」に香取のソロ曲として収録されている。
2. モンスター
作詞:阿久悠・作曲:都倉俊一 / Produced by Jeff Miyahara
  - ピンク・レディーのカバー

初回限定盤B、通常盤、セブン&アイ限定盤のみ収録。
3. MONSTERS (SPACE COWBOY REMIX)
  - 表題曲のリミックスバージョン

初回限定盤A、通常盤、セブン&アイ限定盤のみ収録。
4. MONSTERS (back track)

### DVD

#### 初回限定盤A
1. MONSTERS (Music Video)

#### 初回限定盤B
1. モンスター (Music Video)

### アナログ盤

#### Side A
1. MONSTERS
2. モンスター

#### Side B
1. MONSTERS (SPACE COWBOY REMIX)
2. MONSTERS (back track)

## 仕様
※セブン&アイ限定盤のみ
- LPサイズジャケット
- LPジャケットサイズブックレット
- 飛び出すMONSTERS